# Ronde van Frankrijk 2020/Twintigste etappe
De twintigste etappe van de Ronde van Frankrijk 2020 werd verreden op 19 september met start in Lure en finish op Planche des Belles Filles. In deze tijdrit draaide Tadej Pogačar zijn achterstand op geletruidrager Primož Roglič om in een voorsprong. Door deze etappe besliste Pogačar deze Ronde van Frankrijk in zijn voordeel.
| Lure – Planche des Belle Filles (ITT) (36,2 km) |                  |                       |         |
| Plaats                                          | Naam             | Ploeg                 | Tijd    |
| 1                                               | Tadej Pogačar    | UAE Team Emirates     | 55'55"  |
| 2                                               | Tom Dumoulin     | Team Jumbo-Visma      | + 1'21" |
| 3                                               | Richie Porte     | Trek-Segafredo        | z.t.    |
| 4                                               | Wout van Aert    | Team Jumbo-Visma      | + 1'31" |
| 5                                               | Primož Roglič    | Team Jumbo-Visma      | + 1'56" |
| 6                                               | Rémi Cavagna     | Deceuninck–Quick-Step | + 1'59" |
| 7                                               | Damiano Caruso   | Bahrain McLaren       | + 2'29" |
| 8                                               | David de la Cruz | UAE Team Emirates     | + 2'40" |
| 9                                               | Enric Mas        | Movistar Team         | + 2'45" |
| 10                                              | Rigoberto Urán   | EF Education First    | + 2'54" |

| Algemeen klassement |                    |                    |            |
| Plaats              | Naam               | Ploeg              | Tijd       |
| Gele trui           | Tadej Pogačar      | UAE Team Emirates  | 84u26'33"  |
| 2                   | Primož Roglič      | Team Jumbo-Visma   | + 59"      |
| 3                   | Richie Porte       | Trek-Segafredo     | + 3'30"    |
| 4                   | Mikel Landa        | Bahrain McLaren    | + 5'58"    |
| 5                   | Enric Mas          | Movistar Team      | + 6'07"    |
| 6                   | Miguel Ángel López | Astana Pro Team    | + 6'47"    |
| 7                   | Tom Dumoulin       | Team Jumbo-Visma   | + 7'48"    |
| 8                   | Rigoberto Urán     | EF Education First | + 8'02"    |
| 9                   | Adam Yates         | Mitchelton-Scott   | + 9'25"    |
| 10                  | Damiano Caruso     | Bahrain McLaren    | + 14'03"   |
|                     |                    |                    |            |
| 20                  | Wout van Aert      | Team Jumbo-Visma   | + 1u20'31" |

1e etappe ·
2e etappe ·
3e etappe ·
4e etappe ·
5e etappe ·
6e etappe ·
7e etappe ·
8e etappe ·
9e etappe ·
10e etappe ·
11e etappe ·
12e etappe ·
13e etappe ·
14e etappe ·
15e etappe ·
16e etappe ·
17e etappe ·
18e etappe ·
19e etappe ·
20e etappe ·
21e etappe
Startlijst · Eindstanden · Afbeeldingen